# The Hold Steady
The Hold Steady es una banda de rock formada en Brooklyn, EE. UU.  compuesta por Craig Finn (voz, guitarra), Tad Kubler (guitarra principal), Galen Polivka (bajo) y Bobby Drake (batería). El estilo de la banda fue descripto como "una mezcla cargada de riffs con rock clásico, notable por sus letras "densas en narración." Hasta la fecha la banda ha lanzado cinco álbumes de estudio: Almost Killed Me (2004), Separation Sunday (2005), Boys and Girls in America (2006), Stay Positive (2008) y Heaven Is Whenever (2010).

## Historia
En el 2003, el vocalista, letrista y guitarrista, criado en Minnesota, Craig Finn, y el bartender y bajista radicado en la Nueva York, Galen Polivka empezaron a conversar sobre formar una banda. Finn y el guitarrista principal, Tab Kubler, (ambos anteriormente miembros de Lifter Puller) desarrollaron la idea de The Hold Steady cuando, mientras miraban el film de The Band de su concierto The Last Waltz, Finn le preguntó a Kubler, "¿Por qué ya no hay más bandas como esta?" El álbum debut de The Hold Steady, Almost Killed Me, lanzado en el año 2004 por Frenchkiss Records, fue un éxito inesperado entre los críticos de música, llegando al puesto #31 de la encuesta Pazz & Jop de ese año. Un logro que Finn describió como "ser nominado por un Oscar, o algo así". En mayo de 2005 eran la primera banda de rock en aparecer en la tapa de The Village Voice durante 15 años. También fueron portada de la revista Blender en el 2006 como "Banda del Año".

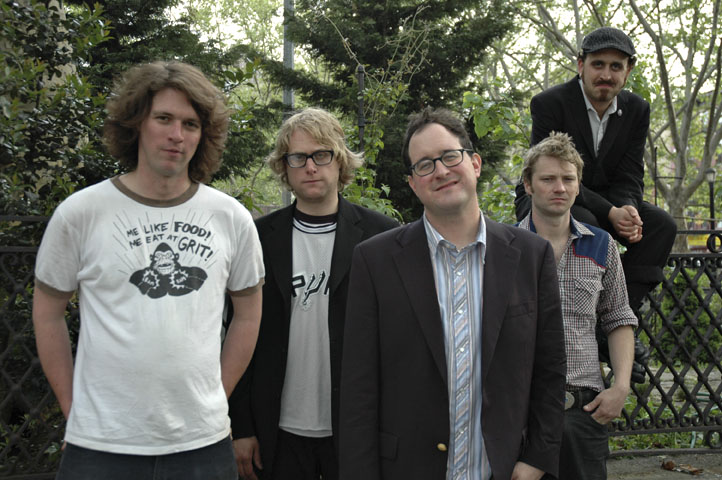
La banda en 2005.

La banda lanzó su segundo álbum, Separation Sunday, el 3 de mayo de 2005. El mismo era un álbum conceptual desatado que seguía las explotaciones de un personaje llamado "Holly" (el diminutivo de "Hallejujah") y su búsqueda por encontrar un balance entre el catolicismo y el rock and roll a través de las drogas y una resurrección metafórica. El álbum fue críticamente alabado y sus matices religiosas llamaron la atención de varios críticos, como Joe Gross de Village Voice quien lo caratuló como "el álbum americano más flagrantemente católico desde «Under the Big Black Sun» the X, «Tunnel of Love» de Bruce Springsteen o «The Stranger» de Billy Joel.

### Boys and Girls in America(2006-2007)
Después de Separation Sunday la banda cambió de Frenchkiss Records a Vagrant Records. Lanzado el 3 de octubre de 2006, Boys and Girls in America quedó número 8 en la lista de mejores álbumes del 2006 de Rolling Stone y primero según The A.V. Club. Scott Plagenhoff de Pitchfork Media escribió sobre el álbum: "Craig Finn no sólo tiene una voz dominante, conmovedora sino que también dice algo que vale la pena escuchar, mostrando talento tanto para el alcance y la profundidad que son muy raros en el rock contemporáneo, indie o popular.  En el 2006 lanzaron un videoclip para la canción «Chips Ahoy», dirigido por Moh Azima y con la actuación de Avital Ash. En el 2007 la banda grabó una versión modificada de «Take Me Out to the Ballgame» para ser reproducida durante la pausa del séptimo inning en los partidos de local del equipo de baseball Minnesota Twins. También contribuyeron para un cover de la canción de Bob Dylan and The Hawks/The Band, «Can You Please Crawl Out Your Window?» para la peĺicula I'm Not There.

### Stay Positive(2008-2009)
El cuarto álbum de la banda, Stay Positive, se lanzó en el Reino Unido el 14 de julio de 2008 y en los Estados Unidos el 15 de julio. El álbum fue grabado en Hoboken, Nueva Jersey y en el estudio Wild Arctic en Queens, Nueva York con el productor John Agnello durante enero y febrero de ese año. Los invitados a las grabaciones incluyeron a Ben Nichols de Lucero, J. Mascis de Dinosaur Jr., Emilyn Brodsky, y Doug Gillard, quien tocó la guitarra en Guided By Voices. Finn dijo que cree que el álbum "captura a la banda llegando a su pico creativo como también disfrutando la creatividad y compañía de cada uno". El álbum es más expansivo que los lanzamientos previos, incluyendo solos de talkbox, clavecín y voces melodiosas (la voz notoriamente brusca de Finn empieza a tomar lecciones de canto). "Hay algunas bandas que hacen cinco discos y suenan todos similar," dice el guitarrista Tab Kubler. "Intentamos evitar eso". Muchos elementos familiares -coros para cantar, piano extendido y solos de guitarra con letras que lidian con fe, crimen, rumores, pérdidas y amor – se mantienen.
The Hold Steady ha estado de gira y tocando con una variedad de artistas, entre ellos Les Savy Fav, The Constantines, P.O.S., Swearing at Motorists, the Rolling Stones (como se menciona en el bonus track del álbum Stay Positive, «Ask Her For Adderall»), Dave Matthews Band, Counting Crows, The Thermals, Art Brut, Kings of Leon, The Loved Ones, y Drive-By Truckers.
En abril de 2009 la banda lanzó un documental de dos discos y un álbum en vivo titulado A Positive Rage.

### La partida de Nicolay yHeaven is Whenever(2010-presente)
El 20 de enero de 2010 Franz Nicolay confirmó en su página oficial que había dejado la banda. Sobre su partida el cantante y guitarrista Craig Finn dijo: "Franz es un tipo realmente ambicioso y creo que quería hacer muchas cosas distintas, y nosotros queremos seguir esta cosa de Hold Steady a su fin lógico. Y lleva mucho tiempo. Fue una partida amistosa y pienso que todos le deseamos lo mejor. Va a hacer un montón de cosas interesantes."
Nicolay dijo que considera que su trabajo con The Hold Steady está completo, diciendo: "Estoy orgulloso del trabajo que hicimos juntos. Al final siento que completé el trabajo que necesitaba hacer con ellos. Prefiero pensar en eso como un libro cerrado."
The Hold Steady anunciaron el lanzamiento de Heaven Is Whenever el 23 de febrero de 2010. El álbum fue lanzado el 4 de mayo por Vagrant Records en los Estados Unidos y el 3 de mayo en Europa por Rough Trade. Luego del lanzamiento la banda apareció en The Colbert Report de Comedy Central el 13 de mayo de 2010 para una breve entrevista y tocar una de sus canciones («Hurricane J») del álbum.
Los shows actuales de The Hold Steady destacaron al nuevo guitarrista Steve Selvidge (anteriormente de Lucero) mientras que Dan Neustadt (también con In Cadeo, anteriormente de The World/Inferno Friendship Society) tocó teclados en 'Heaven is Whenever.

## Influencias
En una entrevista con Pitchfork Media Craig Finn destacó las influencias de la banda, las cuales van desde punk rock pasando por música folk hasta hip hop:

Creciendo en Minneapolis, Hüsker Dü era una banda gigante. Bob Mould como que favorecia las letras vagas. Pero yendo más a compositores orientados al detalle, más contemporáneos... sin duda Bruce Springsteen, Jim Carroll, John Darnielle de The Mountain Goats. Mucho hip-hop realmente me inspira. Mi material absolutamente favorito es Brother Ali de Rhymesayers. Atmosphere, obviamente. Cosas como Aesop Rock, Sage Francis, MURS, y todos esos tipos. Incluso Jay-Z. El hip hop se trata mucho sobre las letras y como un letrista es difícil no estar inspirado por él.

## Canciones en otros medios
- En 2006 la canción "Your Little Hoodrat Friend" apareció en el videojuego Tony Hawk's Project 8.

- En 2007 la canción "Girls Like Status" apareció en la banda de sonido de Aqua Teen Hunger Force Colon Movie Film for Theaters.

- En 2007 la canción "Stuck Between Stations" apareció en la banda de sonido de The Nanny Diaries.[16]

- En 2007 la banda grabó un cover de "Can You Please Crawl Out Your Window?" de Bob Dylan para una película biográfica sobre Dylan realizada por Todd Haynes, I'm Not There.  Dicha versión no apareció en la película pero se incluyó en la banda de sonido de la película.

- En 2008 la canción "Stuck Between Stations" apareció en la banda de sonido del videojuego Major League Baseball 2K8.

- En 2008 la canción "Stuck Between Stations" apareció en la banda de sonido de Lost Boys: The Tribe.  El director PJ Pesce se describió a sí mismo como "un gran fan".

- En 2008 la canción "Stay Positive" apareció en la banda de sonido del episodio 3.08 de la serie Friday Night Lights de NBC/Direct TV.

- En 2008 la canción "Stay Positive" apareció en la banda de sonido del episodio 1.06 de la FM de la serie ITV2.

- En 2008 la canción "Stay Positive" apareció en la publicidad de 4Music para la cobertura de The Vfestival.

- En 2010 la canción "Sequestered in Memphis" se lanzó para jugar en el videojuego Rock Band a través de la Rock Band Network.

- En 2011, la película independiente "Stuck Between Stations", nombrada a partir de la canción de The Hold Steady, será lanzada y contendrá algunos temas de la banda.

- Los episodios 3x05 y 3x09 de la serie televisiva One Tree Hill se titulan "A Multitude of Casualties" y "How a Resurrection Really Feels" respectivamente.

- La canción "The Swish" se usa como música del menú del DVD de la película Right At Your Door.

- La intro  de "Massive Nights" se reproduce en un bucle constante en el show diario de Colin Murray en BBC Radio 1.

- The intro de "You Can Make Him Like You" es usada por las transmisiones de la radio Milwaukee Brewers al volver de cortes comerciales.

- El tema "The bear and the maiden fair" en la tercera temporada de la serie Game of Thrones (Juego de tronos en España y Latinoamérica) que se estrenó en el 2013.

## Miembros

### Actuales

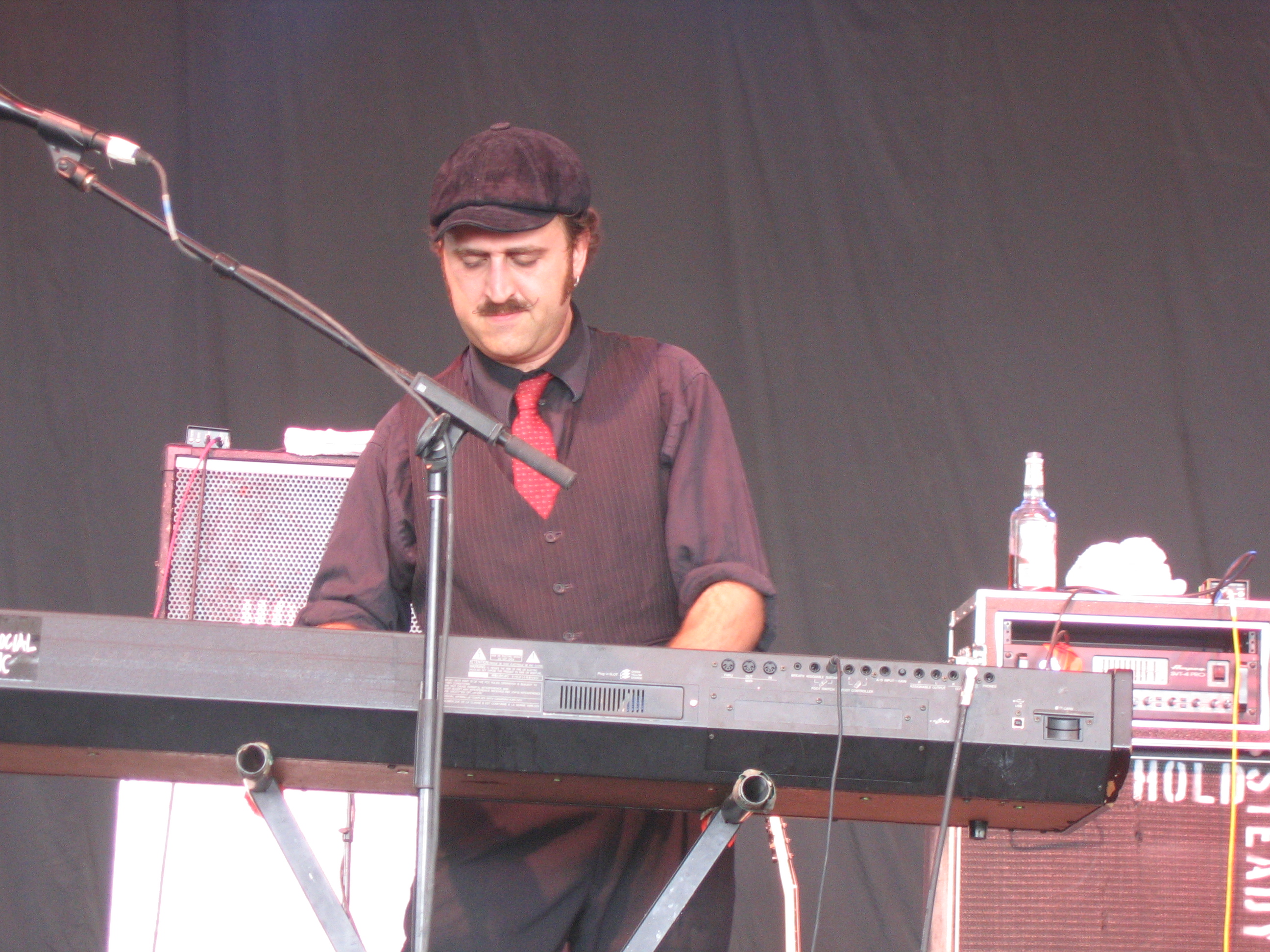
Franz Nicolay, ex tecladista

- Bobby Drake – batería (2005–presente)
- Craig Finn – guitarra, cantante (2004–presente)
- Tad Kubler – guitarra principal (2004–presente)
- Galen Polivka – bajo (2004–presente)

### Previos
- Franz Nicolay – teclados, acordeón, armónica (2005–2010)
- Judd Counsell – batería (2004–2005)

## Discografía

### Álbumes de estudio
- Almost Killed Me (2004)
- Separation Sunday (2005)
- Boys and Girls in America (2006) (US #124, UK #84)
- Stay Positive (2008) (US #30, UK #15)
- Heaven Is Whenever (2010) (US #26, UK #45)
- Teeth Dreams (2014) (US #28, UK #50)
- Thrashing Thru The Passion (2019)
- Open Door Policy (2021)
- The Price of Progress (2023)

### Álbumes en vivo
- A Positive Rage (2009)

### EP
- The Virgin Digital Sessions (2005)
- Live at Lollapalooza 2006: The Hold Steady (2006)
- Stuck Between stations — EP (2007)
- Live at Fingerprints (2007)

### Sencillos
- Milkcrate Mosh/Hey Hey What Can I Do 7" (2004)
- Chips Ahoy (2006)
- Stuck Between Stations (2006)
- Sequestered In Memphis (2008)
- Stay Positive (2009)
- Hurricane J (2010)[17]

### Otras grabaciones
- KGSR Broadcasts Volume 16 (2008) – "Sequestered in Memphis"
- War Child Presents Heroes (2009) – "Atlantic City" (cover de Bruce Springsteen)
- I'm Not There (soundtrack) (2007) – "Can You Please Crawl Out Your Window?" (cover de Bob Dylan)
- Live at KEXP Volume 5 (2009) – "Both Crosses"
- Banda sonora de la temporada 3 (2013) de la serie de televisión Juego de Tronos – "The Bear and the Maiden Fair" (letra de George R. R. Martin)